# ワン (スリー・ドッグ・ナイトのアルバム)
『ワン』（英語: Three Dog Night）は、アメリカ合衆国のバンド、スリー・ドッグ・ナイトが1968年に発表したアルバム。スリー・ドッグ・ナイトのファースト・アルバムである。

## 背景
収録されている11曲すべてが他のアーティストのカヴァーである。ザ・バンド、トラフィックのオリジナル曲を取り上げているほか、ニルソン、レノン＝マッカートニー、ニール・ヤング、ランディ・ニューマンらの曲をカヴァーしている。

## 反響・評価
本作はアメリカのBillboard 200で最高位11位を記録。1969年のビルボード年間アルバム・チャートでは12位にランクされた。
本作からの第1弾シングル「ノーバディ」はBillboard Hot 100で116位だったが、続く「トライ・ア・リトル・テンダーネス」は同29位まで上昇した。サード・シングル「ワン」はBillboard Hot 100で5位の大ヒットを記録している。

## 収録曲
サイド 1
1. ワン - "One" (Harry Nilsson) - 3:00
2. ノーバディ - "Nobody" (Beth Beatty, Dick Cooper, Ernie Shelby) - 2:18
3. ヘヴン・イズ・イン・ユア・マインド - Heaven Is in Your Mind" (Jim Capaldi, Steve Winwood, Chris Wood) - 2:55
4. イッツ・フォー・ユー - "It's for You" (John Lennon, Paul McCartney) - 1:40
5. レット・ミー・ゴー - "Let Me Go" (Danny Whitten) - 2:24
6. チェスト・フィーヴァー - "Chest Fever" (Robbie Robertson) - 4:40

サイド 2
1. ファインド・サムワン・トゥ・ラヴ - "Find Someone to Love" (Johnny "Guitar" Watson) - 2:00
2. ザット・ノー・ワン・エヴァー・ハート・ディス・バッド - "That No One Ever Hurt This Bad" (Randy Newman) - 4:03
3. 約束しないで - "Don't Make Promises" (Tim Hardin) - 2:45
4. ザ・ローナー - "The Loner" (Neil Young) - 2:32
5. トライ・ア・リトル・テンダーネス - "Try a Little Tenderness" (Jimmy Campbell, Reginald Connelly, Harry M. Woods) - 4:05

## 参加ミュージシャン
- コリー・ウェルズ - リード・ボーカル②〜⑧,⑪, バックグラウンド・ボーカル
- チャック・ネグロン - リード・ボーカル①,⑨, バックグラウンド・ボーカル
- ダニー・ハットン - リード・ボーカル⑩, バックグラウンド・ボーカル
- マイケル・オールサップ - ギター
- ジミー・グリーンスプーン - キーボード
- ジョー・シェルミー - ベース
- フロイド・スニード - ドラムス